# Manoutchehr Mottaki

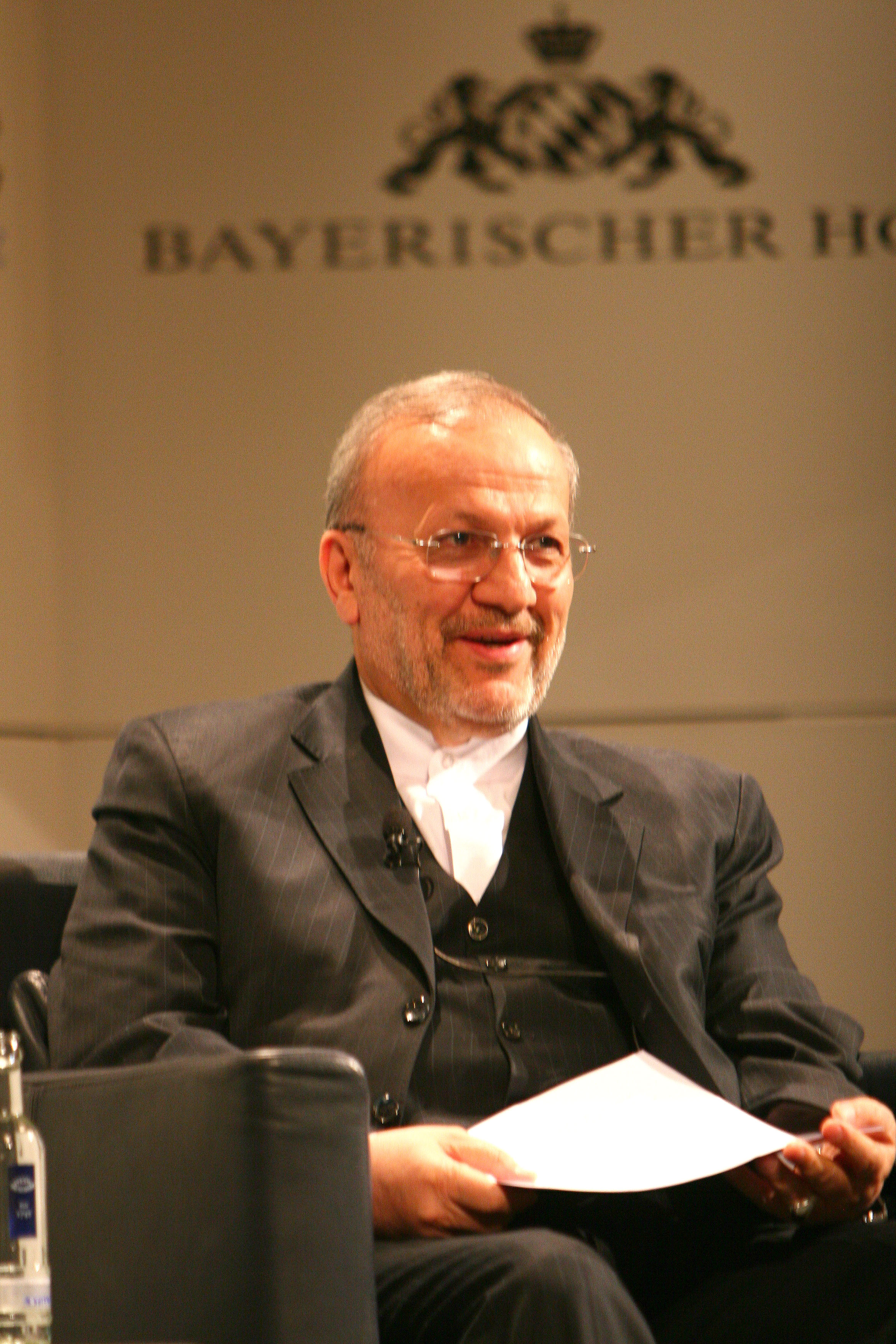

Manoutchehr Mottaki (en persan : منوچهر متکی), né le 12 mai 1953, est un homme politique iranien. Il est ministre des Affaires étrangères dans le gouvernement de Mahmoud Ahmadinejad du 24 août 2005 au 13 décembre 2010.

## Biographie
Mottaki a une maîtrise en relations internationales de l'Université de Téhéran et un bachelor en sciences sociales de l'université de Bangalore (en), en Inde.
Manoutchehr Mottaki est le directeur de campagne d'Ali Larijani pendant l'élection présidentielle de 2005.
Lors d'une visite à Téhéran, le 10 mai 2007, du vice-ministre nord-coréen des affaires étrangères Kim Yong-il, Manoutchehr Mottaki signe un accord entre son pays et la république populaire démocratique de Corée en vue d'un renforcement des liens bilatéraux.
Le 16 octobre 2024, lors de la 149e session de l'Union interparlementaire, il répond à son homologue norvégien, Ola Borten Moe (en), qui avait critiqué l'opération Déluge d'al-Aqsa et le rôle de l'Iran dans cette dernière : « Vous avez qualifié l'action héroïque du 7 octobre d'acte « terroriste », alors qu'il s'agissait de la réponse la plus faible possible et la plus légitime de la part des opprimés du Hamas, vis-à-vis des 75 ans de crimes d'Israël [...] Je conseille à la Norvège et à son jeune représentant d'être polis lorsqu'ils s'adressent à la grande nation civilisée d'Iran et de se tenir du bon côté de l'histoire. ». 